# Michał Szweycer

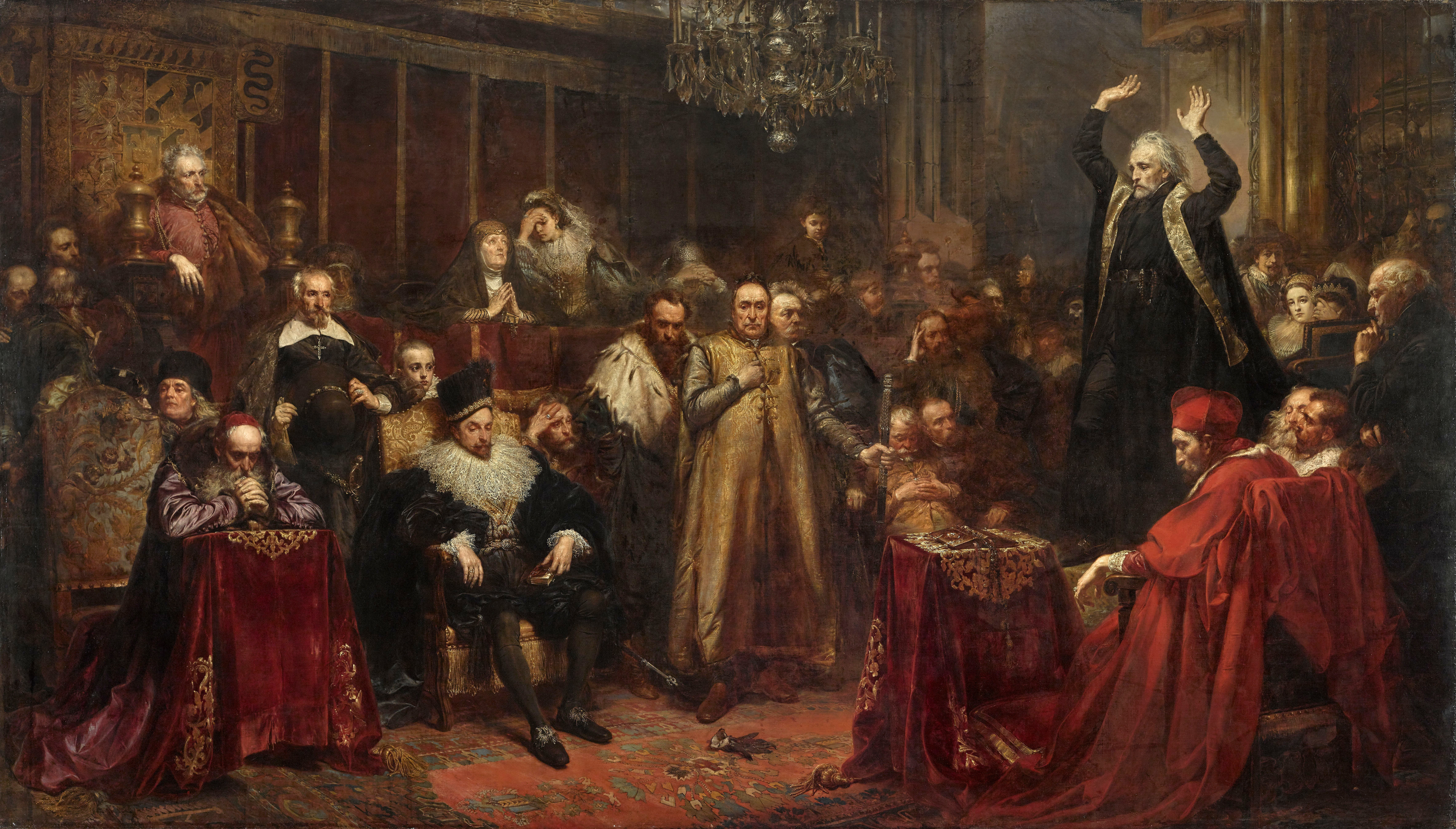
Jan Matejko Kazanie Piotra Skargi, 1864, z uwiecznionym Michałem Szweycerem jako ks. Piotrem Skargą

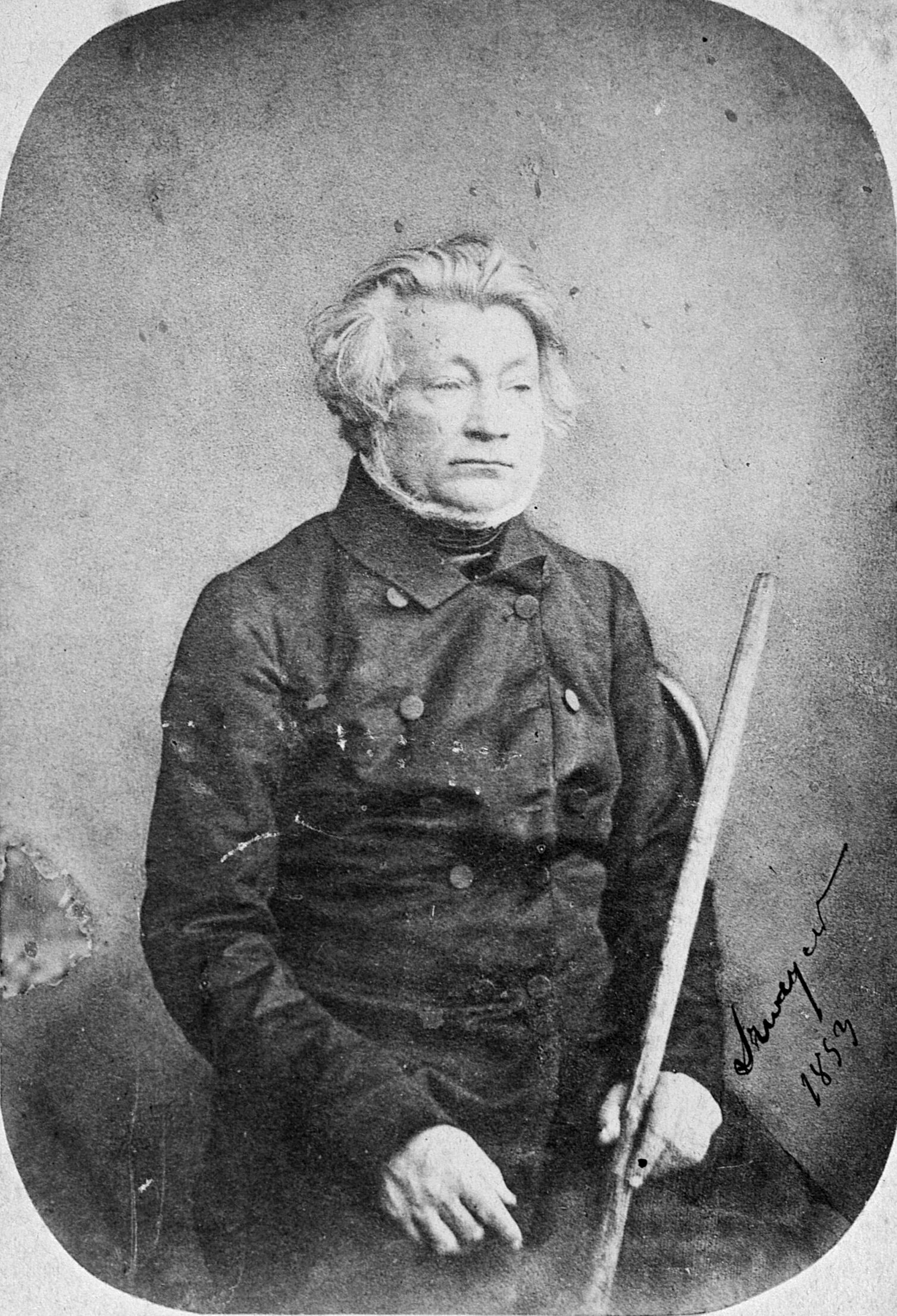
Fotografia Adama Mickiewicza autorstwa Michała Szweycera (z widocznym jego podpisem)

Michał Szweycer herbu Zadora (ur. w 1808 w Glinniku, zm. 26 maja 1871 w Paryżu) – polski szlachcic, fotograf.

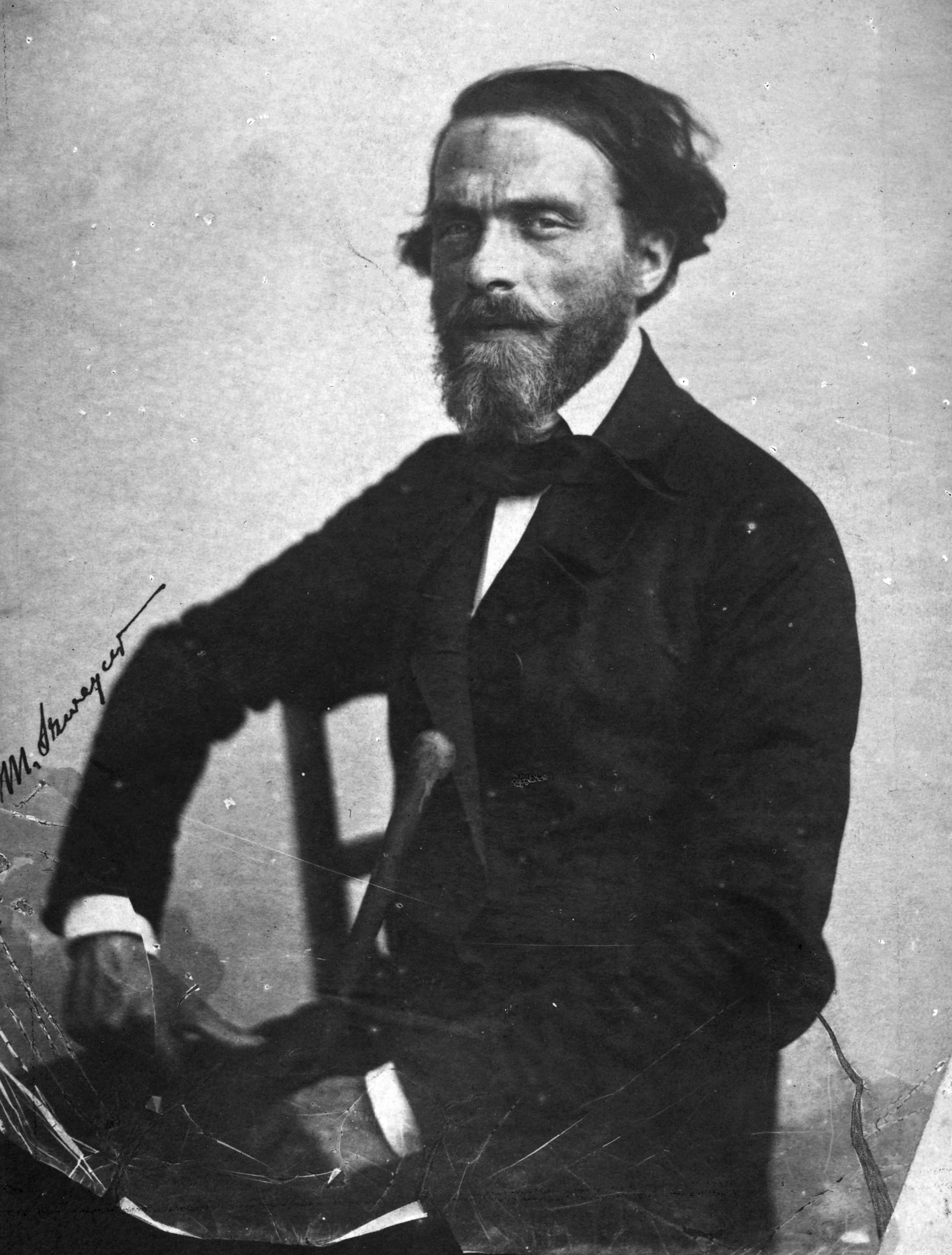
Fotografia Cypriana Kamila Norwida autorstwa Michała Szweycera (z widocznym jego podpisem)

## Życiorys
Syn Ludwika Szweycera herbu Zadora i Marianny z domu Piwo, brat Wincentego, właściciela Rzeczycy.
W 1827 roku rozpoczął studia na Wydziale Prawa i Administracji Uniwersytetu Warszawskiego. Włączył się w konspirację niepodległościową, był kierownikiem kółka akademickiego związanego ze sprzysiężeniem Piotra Wysockiego, aresztowany tuż przed wybuchem powstania listopadowego, przetrzymywany w więzieniu karmelitańskim, w śledztwie złożył zeznania obciążające innych spiskowców, uwolniony po jego wybuchu. Brał czynny udział w powstaniu. Był porucznikiem 1 pułku ułanów oraz adiutantem generała Józefa Dwernickiego. Odznaczony Złotym Krzyżem Orderu Virtuti Militari za bitwę pod Ostrołęką. Po upadku powstania udał się na emigrację do Paryża, gdzie zaprzyjaźnił się z Adamem Mickiewiczem, był również jednym z towiańczyków. Ciążył na nim wydany zaocznie wyrok przez sąd rosyjski – kara śmierci za udział w powstaniu listopadowym.
Podejmował się różnych zajęć. Wykonał portrety fotograficzne min. Mickiewiczowi i Norwidowi. W czasie jednej z podróży do Krakowa został poproszony przez Jana Matejkę o pozowanie mu do obrazu Kazanie Skargi – jako Piotr Skarga.

## Śmierć
Rozstrzelany razem z Adolfem Rozwadowskim w czasie Komuny Paryskiej przez żołnierzy wojska wersalskiego z powodu złamania zakazu zapalania światła (podgrzewali wodę na herbatę palnikiem spirytusowym).

## Odniesienia w kulturze
Seweryn Goszczyński dedykował mu swój wiersz Przy sadzeniu róż (incipit – Sadźmy, przyjacielu, róże!). A Teofil Lenartowicz opisał jego śmierć w wierszu Dwaj towiańczycy (chociaż przez pomyłkę nazwał go Ludwikiem Szwejcerem). Jest również jednym z bohaterów powieści Mesjasze węgierskiego pisarza, Györgya Spiró.
W serialu TVP Niepewność (2024, reż. W. Szarek) w rolę Michała Szweycera wcielił się aktor Fabian Kocięcki. W serialu Szweycer ukazany jest w momencie fotografowania Adama Mickiewicza (na początku każdego z odcinków).